# Ngombi

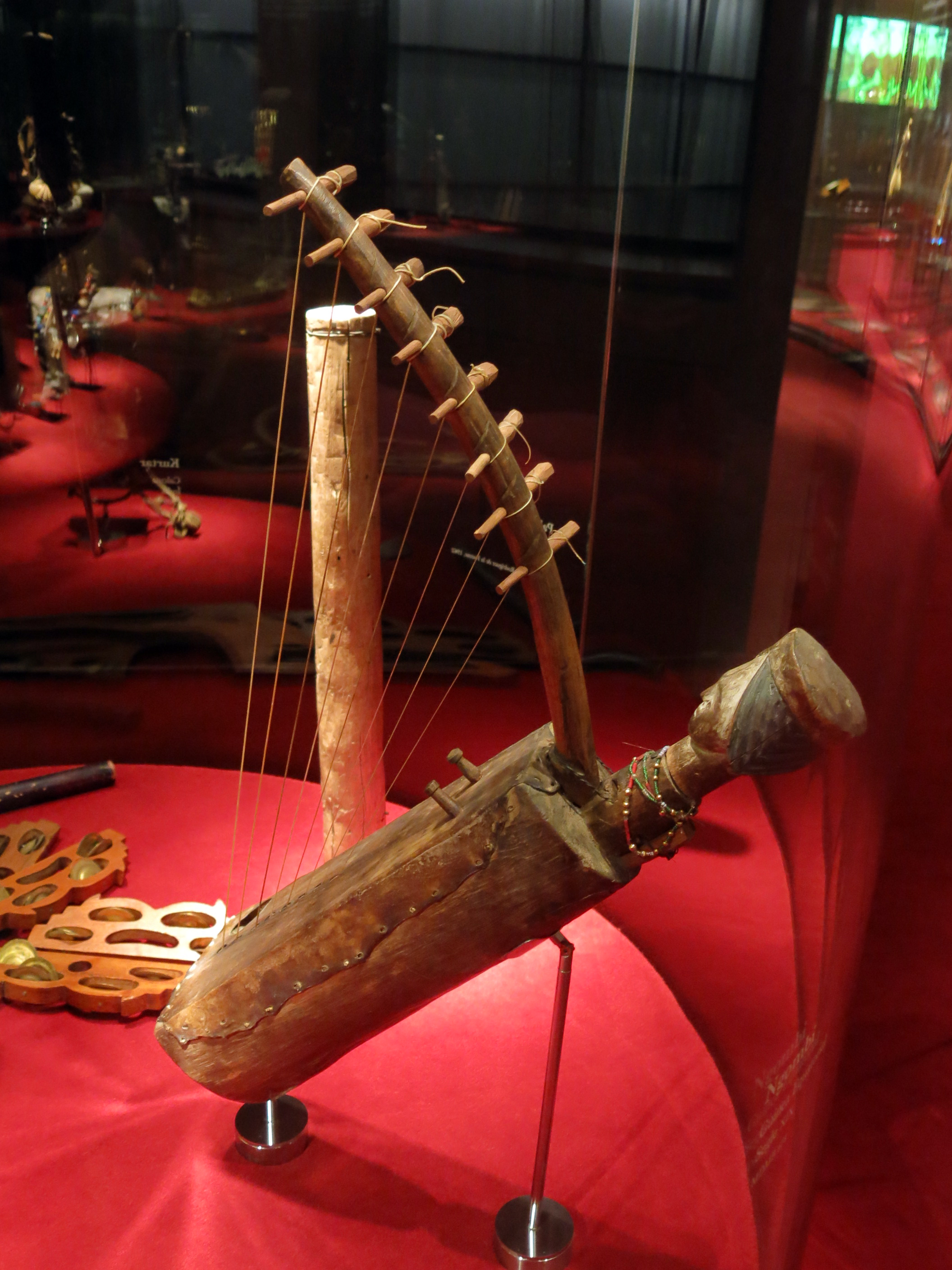
Ngombi de Bwiti (Musée de la Musique à Barcelone).

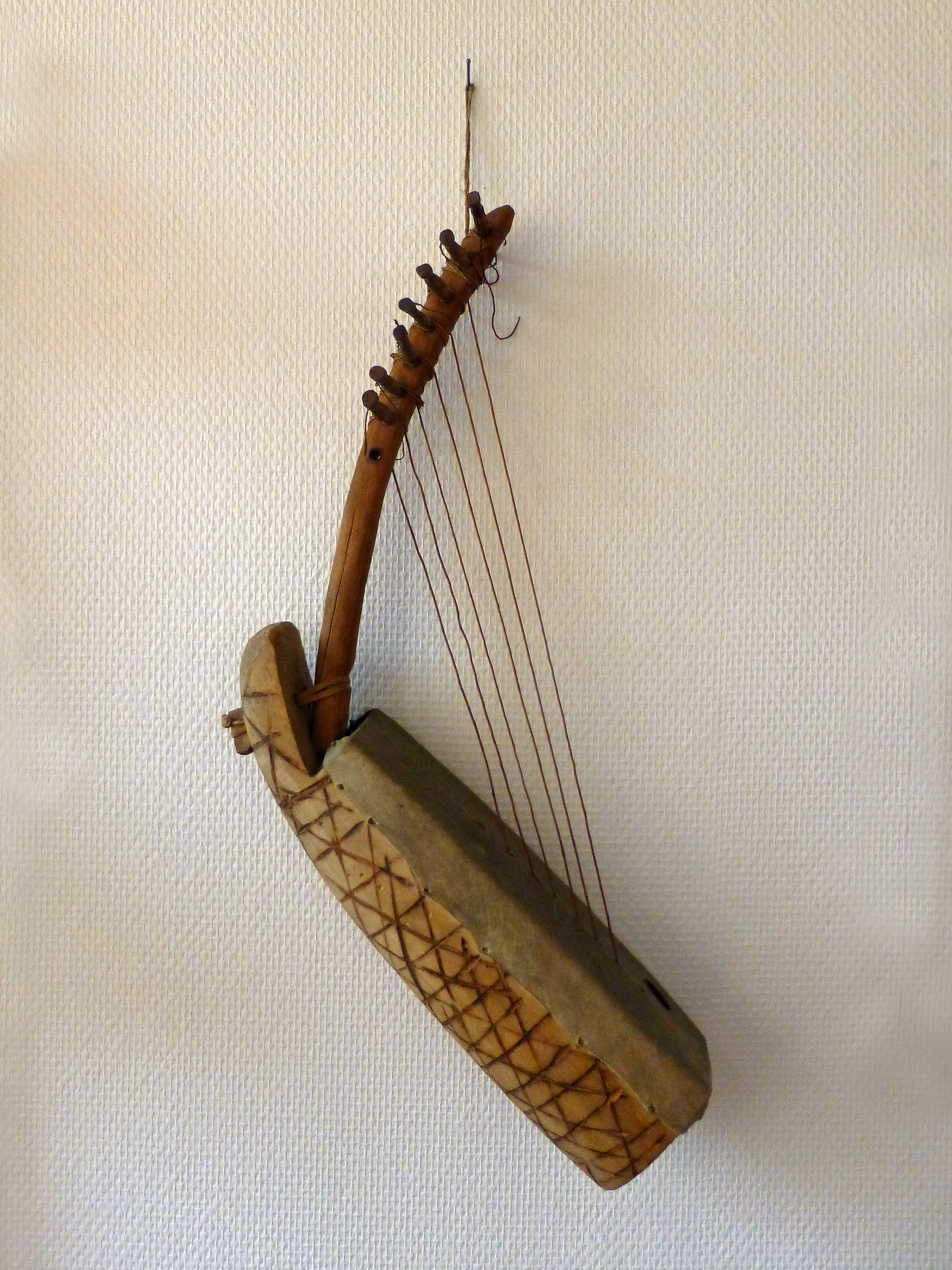
Ngombi du Gabon (Musée Albert-Schweitzer à Gunsbach).

C'est un instrument de musique  à cordes pincées d'Afrique centrale plus précisement du Gabon, appartenant à l'origine au peuple Mitsogo qui l'utilisait pour ses rites de la société Bwiti. il représente le corps de la femme dont le premier ancêtre, Disumba, est figurée par la tête de gauche sculptée à l’extrémité du manche de la harpe. La tête droite est celle de Nzambé-Kana, le premier ancêtre mâle de l’Humanité

## Facture
La caisse de résonance en bois monoxyle (dont une partie protubérante est parfois sculptée à l'avant) de 51 cm est naviforme et recouverte d'une table d'harmonie rectangulaire en membrane animale, ligaturée ou chevillée, percée d'une ouïe ronde. Le manche courbe s'insère dans la caisse et est fixé par des fibres végétales. 8 cordes en boyau y sont fixées au moyen de chevilles de bois.

## Jeu et symbolisme
On l'utilise dans les rituels sacrés des sociétés masculines d'initiation du bwiti, et dans le culte des esprits et de possession des sociétés féminines.
Chez les Mitsogo, Le Ngombi, harpe à huit cordes, est la représentation du corps de la femme, et dont la voix est celle du ronflement des chutes où vivent les génies  occupant une place de tout premier plan dans le rituel et l’enseignement initiatique du Bwété.